# دون غولت
دون غولت (بالإنجليزية: Don Gault)‏ هو لاعب كرة قدم أمريكية ولاعب كرة قدم كندية أمريكي، ولد في 30 أغسطس 1946 في لينبروك في الولايات المتحدة.

## وصلات خارجية
- دون غولت على موقع مرجع كرة القدم المحترفة.كوم (الإنجليزية)